# نجد المحطة (السبرة)

تعديل مصدري - تعديل

نجد المحطة هي إحدى قرى عزلة المساعدة بمديرية السبرة التابعة لمحافظة إب، بلغ تعداد سكانها 417 نسمة حسب تعداد اليمن لعام 2004.